# Каунчинская культура
Каунчинская культура — археологическая культура I — VIII веков в среднем течении Сырдарьи (Казахстан) и по её притокам (Ангрен, Чирчик, Келес), атрибутируемая обычно с населением государства Канглы (Кангюй).
Открыта в 1930-е годы археологом Г. В. Григорьевым. Название получила по памятнику Каунчитепа (сегодня Янгиюль). Считается преемницей Бургулюкской культуры. Распространена на Южном Казахстана и в Ташкентском оазисе от низовьев Сырдарии (в основном в среднем течении реки) до Ферганы (середина 1-го тыс. до н. э. — начачало VIII века н. э.). Характеризуется единством хозяйственно-культурного типа с оседлой земледельческо-скотоводческой экономикой, монументальной архитектурой и фортификацией, небольшими укрепленными поселками как ведущим типом расселения, слаборазвитым ремеслом, ограниченным денежным обращением и другими признаками. В нижнем течении Сырдарьи в этот период параллельно существовала джетыасарская культура (возможно, Яньцай китайских источников), связанная сильным взаимным влиянием с культурой Каунчи.
Наиболее хорошо изученным памятником каунчинской культуры является поселение Актобе неподалеку от Шардары. Оно расположено на правом берегу Сырдарии. С трех сторон городище обнесено валом, а со стороны Сырдарии — пахсовой стеной. Внутри городища выделяется округлое в плане тобе (холм, курган), высота около 20 м. На территории тобе и в др. частях Актобе-2 проведены раскопки. Раскопано дворцовое здание, прямоугольное в плане, размером 28×18,5 м. Дворец состоял из пяти крестообразно расположенных помещений, входного комплекса и двух коридоров, огибающих постройку с запада и восток. В центре находился квадратный зал (3,6³,6 м). который сообщался арочными проходами со всеми остальными помещениями. Высота стен зала в наст, время — до 6 м. Помещения, расположенные вокруг зала, перекрыты коробовыми сводами, а одно из них — куполом, который являлся одним из ранних типов купольных перекрытий в Центральной Азии и Казахстане.
При раскопках памятников каунчинской культуры собрана большая коллекция керамики: горшки, кружки, сковородки, хумыт кувшины с носиками, аналогичные материалам памятников 1 тыс. н. э. Найдены пряслица, трехперые черешковые наконечники стрел, золотая серьга, однолезвийные ножи, костяная пряжка с неподвижным язычком, бронз, кольца, золотая бляжка с красной стеклянной вставкой, относящиеся к 1—4 вв. Многие ученые делят каунчинскую культуру на 3 периода: Каунчи-1, 1 в. до н. э. — 4 в. н. э.; Каунчи-2, 4—5 вв.; Каунчи-3, 6—7 вв. Предположения нуждаются в глубоком исследовании.
В политическом отношении связывается с государством Кангюй и ранним Хорезмом.
Последние две стадии культуры характеризуются всё большим проникновением тюрков в среду земледельческого согдийского населения. К концу существования единой культуры Каунчи выделяются локальные варианты — культура Кызылкир в Бухарском оазисе, характерная для тюркской традиции, культура Отрар-Каратау в долине реки Арысь, культура Джун к югу от Ташкента. Прекращение данной культурной традиции связывается с арабским вторжением начала VIII века.
По мнению Е. Смагулова, логичнее говорить не о разных, хотя и близких культурах — каунчинской, кенкольской, отрарско-каратауской и джетыасарской, а об одной культуре и её вариантах и предлагал назвать её «сырдарьинской».